# Gwen Foster

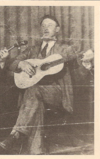
Gwen Foster 1927

Gwen Foster, auch Gwyn Foster, (* 25. Dezember 1903 in Edgemont North Carolina; † 25. November 1954 in Dallas, North Carolina) war ein US-amerikanischer Old-Time-Musiker. Foster wird – trotz fehlender Bekanntheit – als einer der virtuosesten Mundharmonikaspieler im Folkbereich angesehen. Seine bekanntesten Werke spielte er mit dem Gitarristen und Banjo-Spieler Clarence Ashley sowie mit den Carolina Tar Heels ein. Weniger bekannt sind Fosters Aufnahmen mit David O. Fletcher.

## Leben
Gwen Foster spielte bereits vor 1925 auf kleinen Partys and Veranstaltungen. Er lebte zur damaligen Zeit in Dallas, North Carolina, und arbeitete in der nahegelegenen Globe Mill, einer Textilfabrik zwischen den Orten Stanley und Mount Holly im Gaston County. Sein Talent als Musiker wurde 1925 oder 1926 dann von dem Gitarristen A.O. Fletcher entdeckt, der erstaunt feststellte, dass Foster beispielsweise Gitarre und zwei Mundharmonikas gleichzeitig spielen konnte, Mundharmonika mit der Nase spielte oder einen Vogel und einen Zug täuschend echt imitieren konnte. Beeindruckt von seinen Fähigkeiten erzählte Fletcher seinem Onkel David Flechter, der ebenfalls ein talentierter Gitarrist war, über Foster. David Fletcher fragte Foster, ob er nicht mit ihm als Duo auftreten würde. Foster willigte ein und unter dem Namen Carolina Twins spielten sie nun gemeinsam in der Umgebung.
Schnell sammelten sich weitere Musiker wie A.O. Fletcher (Ukulele, Gitarre), Gordon Buford (Fiddle), Buck Bumgardner (Mandoline), Fred Foster (Banjo) und Sänger Avery Keefer um Foster und Fletcher. Doch anders als die meisten ihrer Zeitgenossen spielte die Gruppe – trotz der typischen Stringband-Besetzung – moderne Popsongs wie Lazy River oder Five Foot Two, Eyes of Blue. 1926 unternahmen Foster und Fletcher entgegen ihrem eigentlichen Repertoire eine Tournee mit dem Banjo-Spieler Doc Walsh durch den Südosten der USA. Obwohl Foster und Fletcher sogar Spaß an einer Jam-Session mit dem Star Riley Puckett fanden, konnten sie sich letztendlich nicht auf ewig für die traditionelle Old-Time Music erwärmen. Daher trennte man sich nach 1927 wieder von Walsh, nachdem Foster auf einigen Aufnahmen von Walshs Carolina Tar Heels Mundharmonika gespielt hatte.

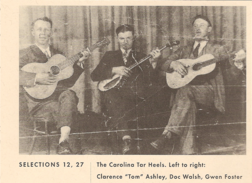
Gwen Foster (rechts) als Mitglied der Carolina Tar Heels, 1927

Stattdessen nahm Foster seine eigene Schallplattenkarriere in Angriff. Mit Fletcher erhielt er 1928 einen Vertrag bei Victor Records, für die das Duo wieder unter dem Namen Carolina Twins 18 Stücke einspielte. Jedoch bestand A&R-Manager Ralph Peer auf Old-Time Music, da er für Fosters und Fletchers Hillbilly-Versionen der Popsongs kein Verständnis hatte. Es wurden Eisenbahner-Lieder wie Southern Jack und andere alte Stücke wie Gal Took My Licker From Me zusammen mit romantischen Songs wie Off the War I’m Going aufgenommen. Das Duo jodelte sogar auf einigen Aufnahmen zusammen; zwei Jahre bevor Fleming and Townsend dies genauso perfektioniert taten. Foster machte auf einer dieser Sessions auch ein paar Soloaufnahmen. Insgesamt verkauften sich ihre Platten nicht schlecht, zeitweise konnten sogar Verkäufe zwischen 5.000 und 10.000 abgesetzten Exemplaren erreicht werden.
Foster war Ende der 1920er- und Anfang der 1930er-Jahre zudem ein Mitglied der Blue Ridge Mountain Entertainers. Unter diesem Namen spielten verschiedene Bandbesetzungen, die oft Foster, den Gitarristen Clarence Ashley und den Fiddler Clarence Greene einschloss. 1930 spielte Foster mit Fletcher für einige Zeit in Bristol, Tennessee, bevor das Duo für Gennett Records ihre letzten Aufnahmen machte. Danach brach die erfolgreiche Verbindung auseinander. Foster wechselte daraufhin mit Clarence Ashley zu Vocalion Records, wo die beiden am Blues orientiertes Material aufnahmen (My Sweet Farm Girl, Bay Rum Blues, Side Line Blues).
Danach war Foster in North Carolina und Virginia bei verschiedenen Sendern im Radio zu hören. Ende der 1930er-Jahre spielte er auf WRVA in Richmond, Virginia, mit den Tobacco Tags zusammen, mit denen er auch seine letzten Plattenaufnahmen machte.
Seine letzten Jahre verbrachte Gwen Foster in seiner Heimatstadt Dallas, wo er 1954 beim Radio hören starb.
Foster gilt heute unter professionellen Mundharmonikaspielern sowie auch in der Szene der Folk- und Old-Time-Musik als Virtuose. Joe Filisko sagte im Dezember 2003 über Foster: „I think the player that I studied the hardest trying to imitate it was Gwen Foster, which I think is one of the more original unique harmonica players that ever played.“ Foster spielte Mundharmonika vornehmlich in erster Position. Eine Ausnahme stellt die Aufnahme des Side Line Blues mit Clarence Ashley aus dem Jahr 1933 dar, auf der er eine Harmonika, gestimmt auf E, in B spielt. Auch Ashley bestätigte Fosters Talent (Ashleys Enkel nannte Foster ein „musical genius“); im gleichen Zuge erwähnte Ashley aber auch Fosters übermäßigen Alkoholkonsum: „however, he drank too heavily at times. Tom [Clarence „Tom“ Ashley] would laugh and tell about sobering him up on cider and moonshine before they went to play.“

## Diskografie
siehe auch: Blue Ridge Mountain Entertainers
Fosters Aufnahmen mit den Carolina Tar Heels, mit Clarence Ashley und mit Fletcher als Carolina Twins sind in den jeweiligen Artikeln zu finden.
| Jahr                    | Titel                                          | #           | Anmerkungen                              |
| ----------------------- | ---------------------------------------------- | ----------- | ---------------------------------------- |
| Victor Records          |                                                |             |                                          |
| 1927                    | Black Pine Waltz / Wilkes County Blues         | 20934       |                                          |
| Bluebird Records        |                                                |             |                                          |
| 1939                    | How Many Biscuits Can I Eat? / Side Line Blues | B-8082      |                                          |
| Unveröffentlichte Titel |                                                |             |                                          |
| 1931                    | - Ham and Eggs                                 | ARC Records | mit den Blue Ridge Mountain Entertainers |